# Великобритания на «Евровидении-1985»
Великобритания принимала участие в юбилейном тридцатом выпуске телевизионного конкурса Евровидение-1985, который состоялся 4 мая в Гётеборге, Швеция. Страну представляла певица-сонграйтер Викки Ватсон под псевдонимом Викки с песней Love Is... ("Любовь - это..."), написанной ею в соавторстве с Джимми Калетом. По итогам голосования она заняла четвёртое место из 19, набрав 100 баллов. Тем не менее, Love Is... стала предшественницей британской заявки на Евровидение-1986 Runner in the Night в исполнении группы Ryder. Конкурс был показан BBC на канале BBC One с комментариями Терри Вогана. Глашатаем от Великобритании был Колин Берри.

## До «Евровидения»

### A Song for Europe 1985
Начиная с 1957 года британская телекомпания BBC отвечает за организацию отбора заявки на Евровидение и дальнейшую трансляцию конкурса. Традиционно все заявки от Великобритании определялись путём национального финала A Song for Europe. Первоначально BBC планировала вернуться к формату 1964-1975 годов, когда только один приглашённый артист исполнял все песни, а победителя среди них выбирали с помощью телеголосования. Но Бонни Тайлер, которую хотели задействовать на A Song for Europe, отказалась от участия в национальном отборе. В результате вещатель продолжил приглашать несколько артистов для участия в A Song for Europe. Позже Бонни Тайлер станет представлять Великобританию на Евровидение-2013 в качестве выбранного внутри телекомпании исполнителя.
A Song for Europe 1985 состоялся 9 апреля в студии 1 телецентра BBC в Лондоне. Ведущим был Терри Воган. Восемь песен прозвучало во время финала, а победитель определялся голосами жюри из девяти городов Великобритании. Главной особенностью этого выпуска A Song for Europe стало отсутствие групп (правила запрещали находиться на сцене больше двух человек), а авторы должны были предоставить не более двух заявок для отбора комиссией. Среди авторов были Пол Кёртис и Грэм Сачер, которые написали предыдущую песню от Великобритании на Евровидение Love Games в исполнении группы Belle and the Devotions.
| Порядковый номер | Исполнитель                 | Название песни                | Автор(ы)                   | Очки | Место |
| ---------------- | --------------------------- | ----------------------------- | -------------------------- | ---- | ----- |
| 1                | Викки                       | Love Is...                    | Джимми Калет, Викки Ватсон | 124  | 1     |
| 2                | Питер Бекетт                | I'm Crying                    | Джонатан Крегг             | 59   | 7     |
| 3                | Элвин Стардаст              | The Clock on the Wall         | Питер Вэл, Мик Лисон       | 90   | 3     |
| 4                | Джеймс Оливер               | What We Say With Our Eyes     | Джеймс Оливер              | 66   | 6     |
| 5                | Дез Дайер                   | Energy                        | Клайв Скотт, Дез Дайер     | 77   | 4     |
| 6                | Аннабель                    | Let Me Love You One More Time | Пол Кёртис, Грэм Сачер     | 72   | 5     |
| 7                | Керри Уэллс                 | Dancing in the Night          | Пол Кёртис, Грэм Сачер     | 101  | 2     |
| 8                | Майк Редуэй и Фиона Кеннеди | So Do I                       | Майк Редуэй                | 59   | 7     |

## На «Евровидении»
В Гётеборге Викки Ватсон выступила под номером 14, между будущей победительницей Норвегией и Швейцарией. Хотя она не набрала максимальные 12 баллов ни от одной из стран-участниц, за неё проголосовали все, за исключением Кипра. По итогам голосования Викки заняла четвёртое место из 19, набрав 100 баллов. 12 баллов британское жюри присудило Норвегии. Дирижёром во время исполнения британской заявки был Джон Колман.

### Голосование
| Очки      | Страна                                  |
| --------- | --------------------------------------- |
| 12 баллов |                                         |
| 10 баллов | - Турция - Швейцария                    |
| 8 баллов  | - Италия - Люксембург                   |
| 7 баллов  | - Норвегия - Финляндия                  |
| 6 баллов  | - Бельгия - Португалия - Франция        |
| 5 баллов  | - Германия - Дания - Ирландия - Испания |
| 4 балла   | - Греция - Швеция                       |
| 3 балла   |                                         |
| 2 балла   | - Австрия - Израиль                     |
| 1 балл    |                                         |

| Очки      | Страна    |
| --------- | --------- |
| 12 баллов | Норвегия  |
| 10 баллов | Австрия   |
| 8 баллов  | Турция    |
| 7 баллов  | Финляндия |
| 6 баллов  | Швеция    |
| 5 баллов  | Израиль   |
| 4 балла   | Испания   |
| 3 балла   | Ирландия  |
| 2 балла   | Франция   |
| 1 балл    | Германия  |